# Уткин, Павел Петрович (медальер)
Павел Петрович Уткин (1808—1852) — русский медальер, академик Императорской Академии художеств.

## Биография

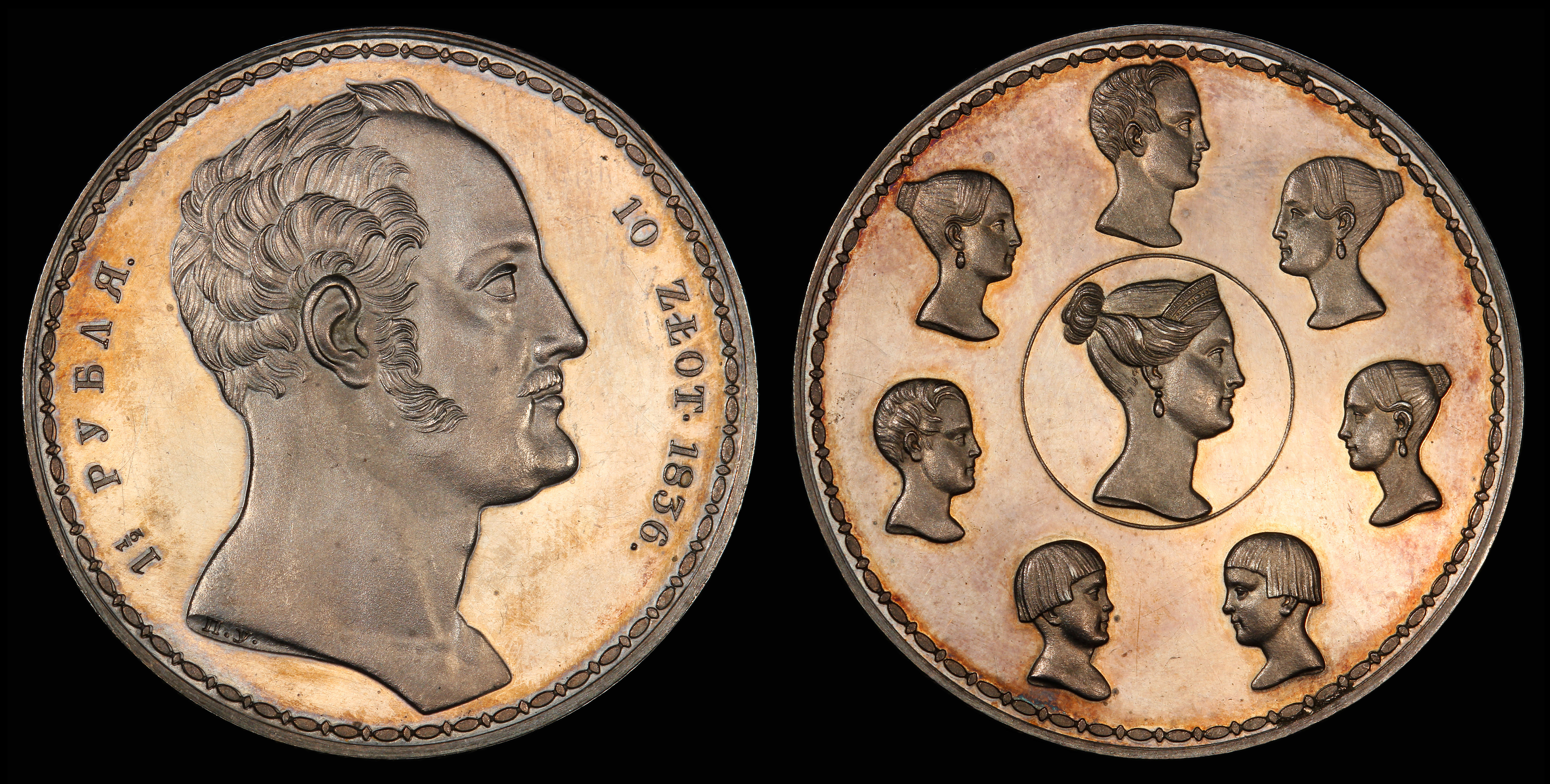
1½ рубля — 10 злотых 1836 года, под портретом Николая I — буквы «ПУ» (Павел Уткин)

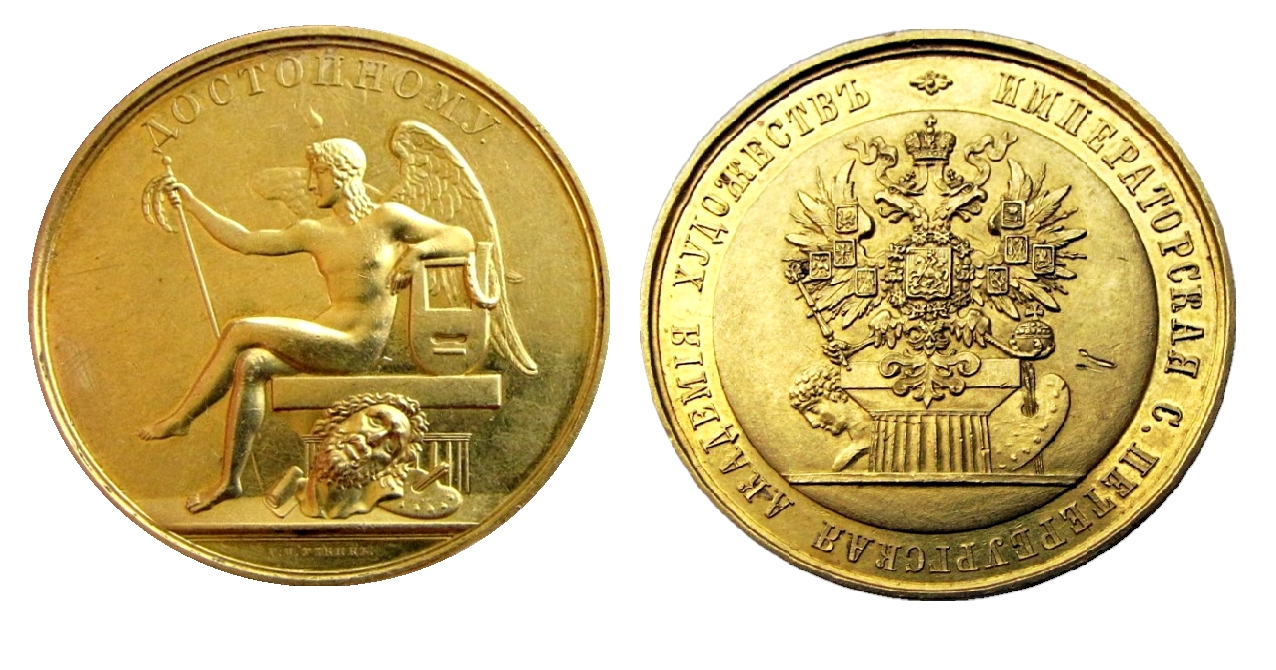
Большая золотая медаль Императорской Академии художеств (автор — Павел Уткин)

Родился в семье мастерового Златоустовского казенного завода. В 1823 году начал работать на Златоустовской оружейной фабрике и был отправлен вместе с другими подростками воспитанником (пенсионером) в Петербург в Императорскую Академию художеств (с 1824). В течение обучения получал награды Академии художеств: малая серебряная медаль (1826), большая серебряная (1827), большая серебряная (1828), большая золотая медаль (1829) за резьбу на камне «Орфей выводящий из Ада Эвридику»
В ноябре 1830 года выпущен из Академии в звании художника XIV класса по медальерному искусству, однако оставлен в Академии еще на один год «для усовершенствования в своем художестве». Своей «программой» (дипломной работой) Павел Уткин заслужил звания художника и право на заграничную командировку в Италию, поскольку ему была присуждена большая золотая медаль Академии художеств.
В резьбе по камню учителем уральского медальера был Петр Егорович Доброхотов (1786—1831). Под его руководством юный Павел Уткин выполнил резные работы: фигуры Марса и Афины, голову Александра Македонского, голову Эскулапа. После смерти П. Е. Доброхотова, весной 1832 года должность преподавателя медальерного класса поручили Уткину; будучи единственным преподавателем в медальерном классе Академии в течение двух десятилетий, Уткин — наряду со старшим современником графом Фёдором Толстым — играл ведущую роль в его деятельности.
С января 1835 года Уткин совмещает преподавательскую деятельность с работой на Санкт-Петербургском монетном дворе. 19 сентября 1839 года Уткин «за искусство и познания в медальерном искусстве возведен в звание Академика художеств». А в 1842 году он был «возведен в звание профессора 3-й степени, состоящее по штату Академии в 8 классе».
Был похоронен на Смоленском православном кладбище; могила считается утраченной.

### Ученики
В 1834 году Павлу Петровичу были назначены в ученики А. Фальк, И. И. Реймерс и А. И. Лютин. Среди учеников был также живописец из Златоуста Е. А. Бояршинов, который за работу «Вид на Златоустовский завод ночью» Е. А. Бояршинов получил от Совета Академии художеств звание уездного учителя рисования.

### Семья
Павел Уткин был женат на Анне Степановне Галактионовой, дочери профессора Академии художеств С. Ф. Галактионова.